# スリッページ
スリッページとは、注文を出した価格と実際に成立した価格との差のことを指す。相場（レート）が大きく変動した場合（市場が荒れている場合）には、大きなスリッページが発生する可能性がある。